# 파르체프군

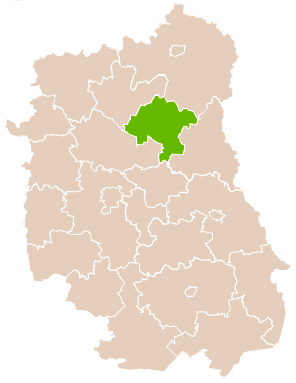
루블린주 지도에 표시된 파르체프군의 위치

파르체프군(폴란드어: powiat parczewski)은 폴란드 루블린주에 위치한 군으로 군청 소재지는 파르체프이며 면적은 952.62km2, 인구는 34,809명(2019년 기준), 인구 밀도는 37명/km2이다.
북쪽으로는 비아와군, 동쪽으로는 브워다바군, 남쪽으로는 웽치나군, 남서쪽으로는 루바르투프군, 북서쪽으로는 라진군과 접한다. 7개 지방 자치체(1개 도시형 농촌, 6개 농촌)를 관할한다.

군기
군 문장